# Barbaque
Barbaque és una pel·lícula francesa de comèdia de terror del 2021 dirigida per Fabrice Éboué, protagonitzada per Marina Foïs i pel mateix Éboué. La pel·lícula representa una carnisseria en dificultats regentada per una parella casada que comença a caçar humans que practiquen el veganisme i a vendre la seva carn, etiquetant-la com a "carn de porc". S'ha doblat i subtitulat al català.

## Repartiment
- Marina Foïs com a Sophie Pascal
- Fabrice Éboué com a Vincent Pascal
- Jean-François Cayrey com a Marc Brachard
- Virginie Hocq com a Stéphanie Brachard
- Lisa Do Couto Teixeira com a Chloé Pascal
- Victor Meutelet com a Lucas
- Stéphane Soo Mongo com el gendarme Ntamack
- Nicolas Lumbreras com a Joshua
- Alexia Chardard com a Héméra
- Franck Migeon com a Camille
- Colette Sodoyez com a Madame Coignard
- Ted Etienne com a Stéphane
- Roby Schinasi com a Alexandre
- Tom Pezier com a Winnie